# Gälleråsen
Gälleråsen är en by, tidigare småort, i Karlskoga kommun, strax norr om tätorten Karlskoga och strax söder om det tidigare tingsstället Källmo i Karlskoga bergslags härad.
Namnet, som även stavas Gelleråsen, är mest känt för Karlskoga Motorstadion. Länsväg 205 och 237 möts vid Gälleråsen, där den ena tar vid och fortsätter mot Storfors.
Gälleråsen räknas idag som by. Fram till 1995 klassade SCB orten som en småort på 51 invånare, belägen vid Timsbron.
Gården Gälleråsen finns upptagen i något slags register någon gång före 1580.